# Pseudohylesinus sericeus
Pseudohylesinus sericeus is een keversoort uit de familie snuitkevers (Curculionidae). De wetenschappelijke naam van de soort werd in 1843 gepubliceerd door Carl Gustaf Mannerheim.